# Charvieu-Chavagneux
Charvieu-Chavagneux település Franciaországban, Isère megyében. Lakosainak száma 10 459 fő (2022. január 1.). Charvieu-Chavagneux Pont-de-Chéruy, Tignieu-Jameyzieu, Colombier-Saugnieu, Janneyrias, Anthon és Chavanoz községekkel határos.

## Népesség
A település népességének változása:
| Lakosok száma | 8544 | 8879 | 9371 | 9661 | 10 029 | 10 102 | 10 194 | 10 280 | 10 459 |
|               | 2013 | 2015 | 2016 | 2017 | 2018   | 2019   | 2020   | 2021   | 2022   |